# 克萊奧帕·姆蘇亞
克萊奧帕·戴维·姆蘇亞（1931年1月4日—2025年5月7日），1980年11月7日至1983年2月24日、1994年12月7日至1995年11月28日任坦桑尼亚总理。

## 生平
早年就读于塔波拉中学，1952年入乌干达馬凱雷雷大學学习，1955年获文学学士。
1956年起历任村社发展官员，村社发展专员，村社发展与民族文化部首席秘书，土地、住宅和开发用水部首席秘书，经济事务与发展计划部首席秘书，财政部首席秘书。1972年至1975年任财政部长，1975年11月至1980年任工业部长。
1975年任命为议员，1980年至1985年连任议员。
1980年11月任坦桑尼亚总理，1982年10月任全国执政委员会委员和中央委员，1983年2月任财政部长，1985年11月任财政与经济计划部长，1990年3月任工商部长。